# Noe Bejarano
Noemí „Noe“ Bejarano Beltrán (* 27. Juni 2006 in Rota) ist eine spanische Fußballspielerin. Zumeist wird sie als rechte Außenverteidigerin eingesetzt.

## Karriere

### Verein
Noe Bejarano begann ihre Vereinslaufbahn in ihrer Geburtsstadt Rota bei Unión Deportiva Roteña. Im Alter von 15 Jahren wechselte sie in die Jugend von Betis Sevilla. Am 7. Mai 2022 feierte Noe Bejarano in den Reihen der B-Mannschaft von Betis in einem Spiel der Segunda División gegen CD Pozoalbense ihr Debüt im Erwachsenenbereich. In jener Spielzeit kam sie auf drei Einsätze in der Zweitvertretung von Betis. Die Saison 2022/23 bestritt sie in der B-Mannschaft in der neu gegründeten Segunda Federación und konnte in 18 Einsätzen zwei Tore erzielen, ihre Mannschaft beendete das Spieljahr auf dem sechsten Platz der Gruppe 2. Im Sommer 2023 verpflichtete Real Madrid die damals 17-jährige Außenverteidigerin für ihre B-Mannschaft, die ebenfalls in der Segunda Federación vertreten war. Mit den Königlichen konnte Noe Bejarano ihre Gruppe 2023/24 auf dem ersten Platz beenden und stieg somit in die zweite Spielklasse auf, die Real Madrid B im folgenden Spieljahr mit Platz sieben halten konnte. 
Am 18. Mai 2025 feierte Noe Bejarano im letzten Spiel der Meisterschaft 2024/25 ihr Debüt im A-Kader des Klubs, als sie in der 83. Minute für Olga Carmona eingewechselt wurde.

### Nationalmannschaft
Noe Bejarano debütierte am 22. September 2022, im Zuge der Qualifikation für die EM 2023, in der Spanischen U-17-Nationalmannschaft. Bei der Endrunde erreichte sie mit ihrer Mannschaft zwar das Endspiel, unterlag dort aber Frankreich mit 2:3, wobei sie selbst in allen fünf Spielen zum Einsatz kam. Im Oktober dieses Jahres bestritt sie mit der U19 Spaniens die Qualifikation für die EM 2024. Bei der Endrunde im Juli 2024 war sie ebenfalls Teil des Aufgebotes der Ibererinnen. Diesmal konnte Noe Bejarano mit ihrer Mannschaft durch ein 2:1 im Endspiel gegen die Niederlande den Titel gewinnen. Erneut bestritt sie alle fünf Spiele und steuerte ein Tor bei. Im darauffolgenden Jahr konnte Noe Bejarano den Titel mit ihrer Landesauswahl erfolgreich verteidigen. Im Endspiel wurde Frankreich mit 4:0 bezwungen, wobei sie selbst das letzte Tor beisteuerte. Sie kam in allen fünf Spielen der Endrunde zum Einsatz und stand in vier davon in der Startformation.

## Erfolge und Ehrungen
Nationalmannschaft
- U-19-Europameisterschaft (2): 2024, 2025